# Tschadbecken

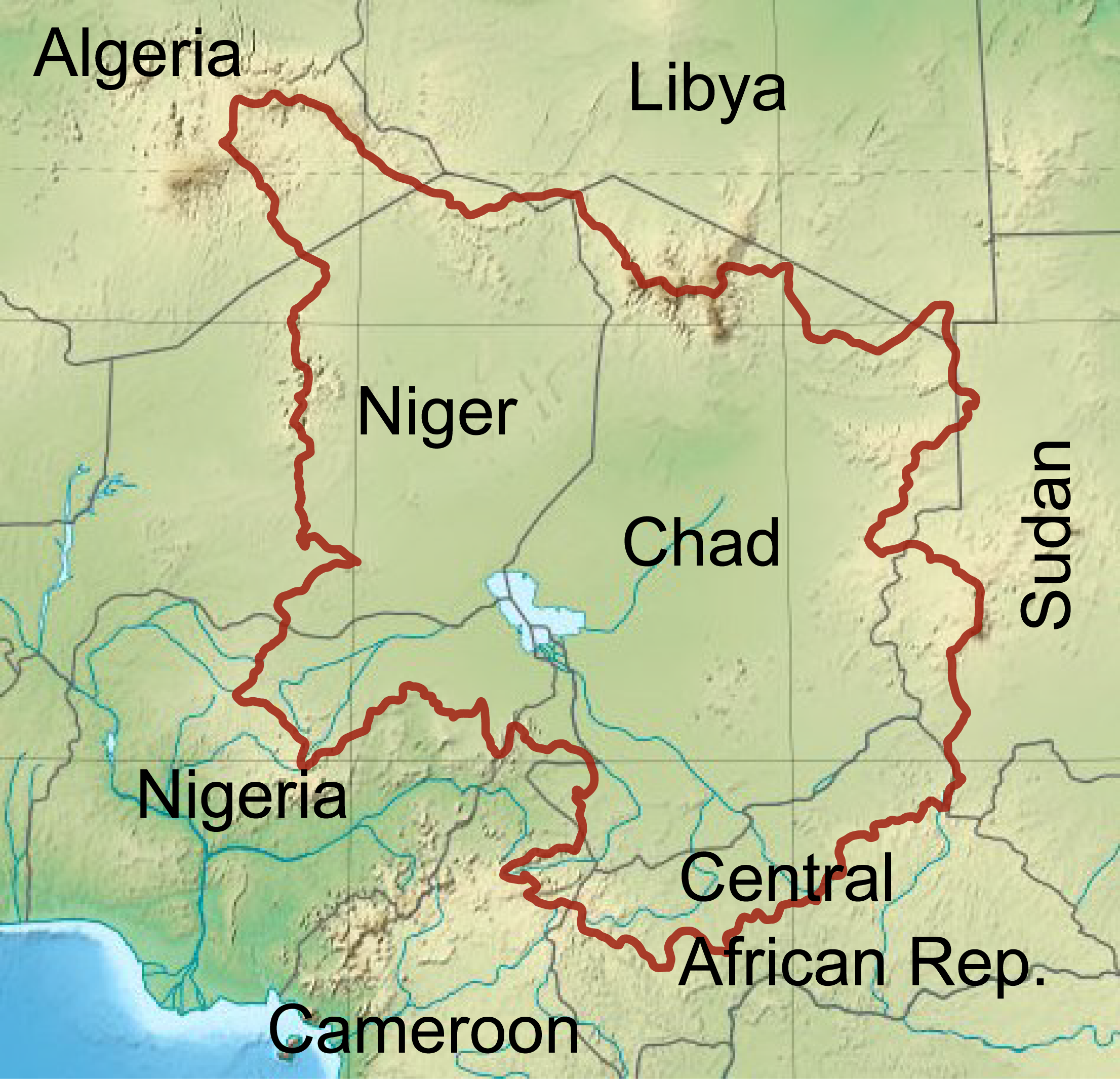
Tschadbecken

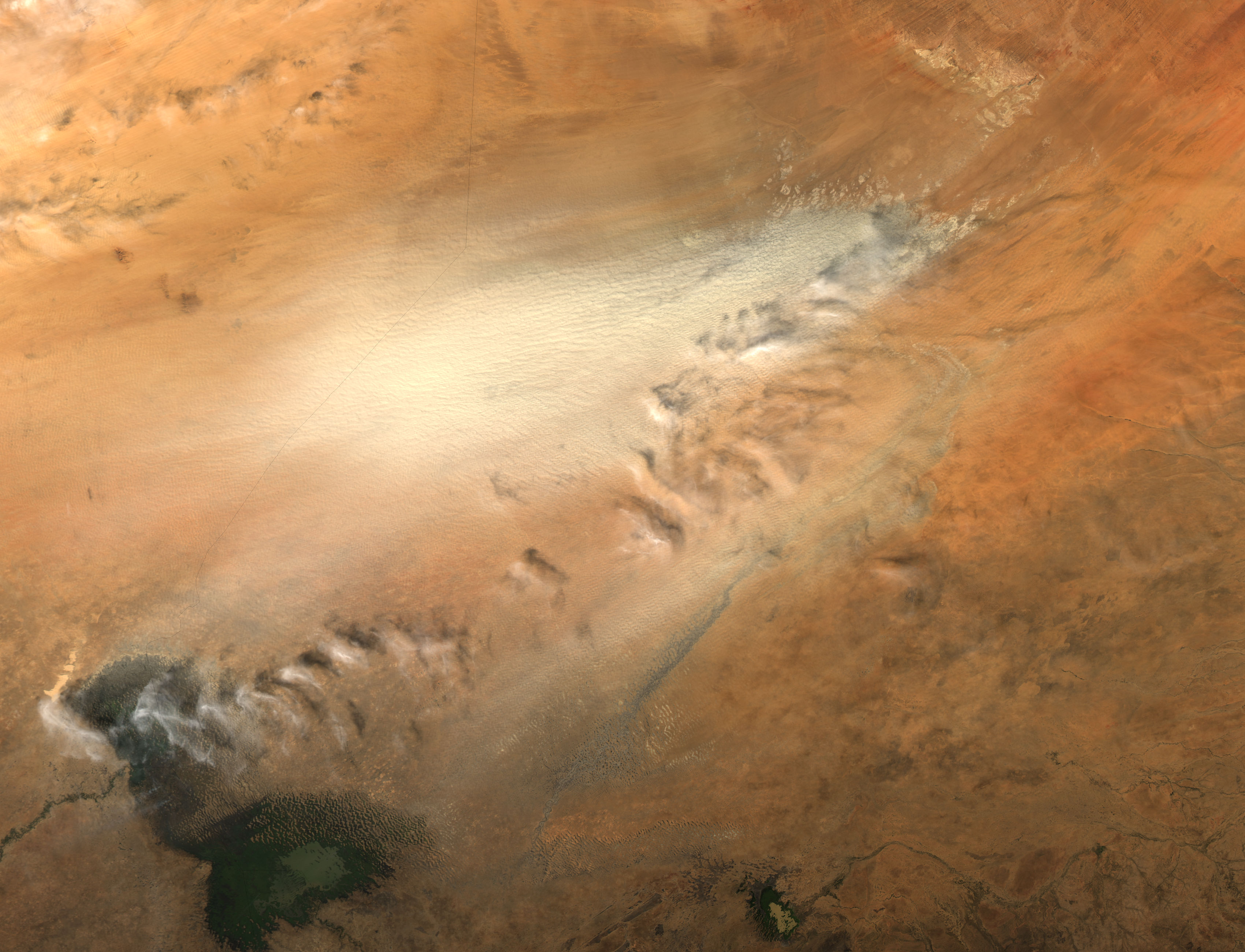
Staubsturm über dem Tschadbecken am 18. November 2004 Quelle: NASA

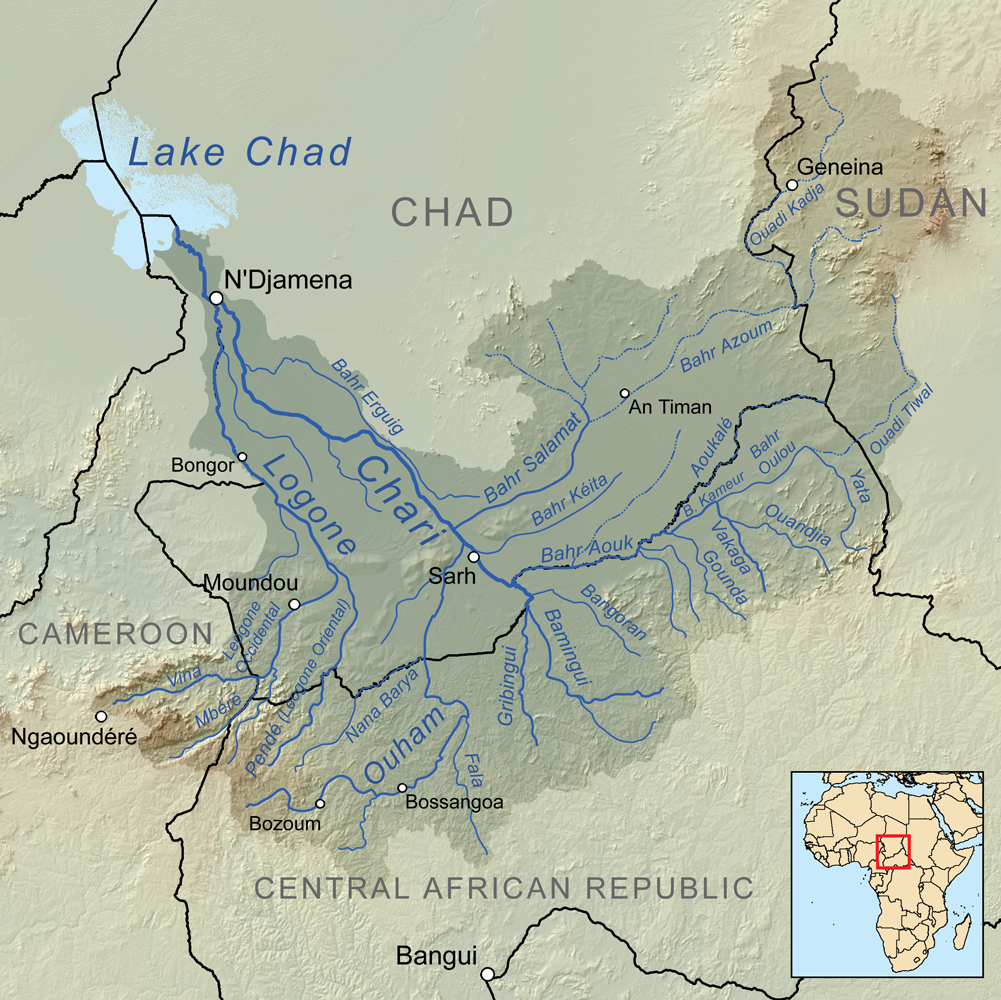
Schari-Logone-Flusssystem

Als Tschadbecken, auch Tschadseebecken genannt, bezeichnet man eine tiefgelegene, vom Zentrum in allen Richtungen allmählich ansteigende Ebene in Zentral- und Westafrika. Von der dem Umweltprogramm der Vereinten Nationen, kurz UNEP, angeschlossenen Abteilung zur Globalen Internationalen Gewässerbewertung, kurz GIWA, wird die Region des Tschadbeckens als GIWA-Region Nr. 43 geführt.
Das Tschadbecken erstreckt sich zwischen dem 6. und 24. Grad nördlicher Breite und zwischen dem 8. und 24. Grad östlicher Länge. Es umfasst eine Fläche von etwa 2,434 Mio. km², was rund 8 % der Gesamtfläche des afrikanischen Kontinents entspricht, und gehört damit zu den großen endorheischen Becken der Erde. Durch seine Lage im nördlichen Zentrum Afrikas werden seine Naturräume von sehr unterschiedlichen Landschafts- und Vegetationstypen geprägt. Etwa die Hälfte des Beckens (der Norden) wird von den Wüsten Ténéré, Erg du Bilma und dem Erg du Djourab eingenommen. Im mittleren Teil des Beckens geht die Wüste in die semiariden Vegetationszonen der Sahelzone mit ihrer typischen Dornstrauch- und Trockensavanne über. In den Einzugsgebieten der Flüsse Schari, Logone und Komadugu Yobe dehnen sich große international bedeutende Überschwemmungssavannen aus. Entlang der Flussläufe entwickelten sich Galeriewälder und im südlichen Teil des Beckens finden sich auch die humiden Savannen des Sudans mit ihren typischen Trockenwäldern.
Das bekannteste geophysikalische Element des Tschadbeckens ist der Tschadsee, er bestimmte seit Jahrtausenden die Entwicklung von Menschen, Flora und Fauna in dieser Region. Als Wasserreservoir zwischen Wüste und Savanne hat der Tschadsee schon immer zahlreiche Immigranten, Forscher und Abenteurer angezogen. Das jährliche Schwanken des Wasserpegels, die Ausdehnung der Überschwemmungsflächen und die Hochwasser der Zuflüsse, die diese zyklischen Veränderungen auslösen, eröffneten Möglichkeiten zur Entwicklung von Kulturen und Völkern, boten aber auch einen Zufluchtsort und Schutz an. Das Tschadbecken diente als Scheideweg sowohl für herrschende Dynastien als auch für Bürgerliche und stellte dadurch eine Region dar, in der sich neue politische Formationen entwickeln konnten, die über diese Region hinausstrahlen. Gleichzeitig bildete die Region aber auch immer eine natürliche Grenze, die Handel und Interaktion verhinderte.
Ungeachtet der wichtigen Rolle in der Entwicklung der kulturellen Geschichte Nord-, West- und Zentralafrikas hat die Sozialwissenschaft, im Gegensatz zu den Naturwissenschaften, das Tschadbecken erst verhältnismäßig spät als reiches und vielversprechendes Forschungsgebiet entdeckt.

## Geographie
Das Tschadbecken ist im Süden von der bis zu 1420 Meter hohen Nordäquatorialschwelle umgeben, die sich bis zu dem kontinentalen Wasserscheidepunkt zwischen Nil, Kongo und Schari in dem bis zu 1330 Meter hohen Bongo-Massiv erstreckt. Im Osten erstreckt es sich bis zum 3088 Meter hohen Djebel Marra im Darfur, im Nordosten des Beckens steigt das Ennedi-Massiv bis auf 1450 Meter an. Im Norden der Senke befindet sich im vulkanischen Gebirge des Tibesti mit 3415 Metern (Emi Koussi) die höchste Erhebung der Zentral-Sahara und das Plateau von Djado. Die Grenze im Nordwesten markieren die Gebirgszüge des Tassili n'Ajjer, höchster Berg Dschebel Azao mit 2.158 Metern, in Algerien und des Aïr-Gebirges im Niger. Im Südwesten des Tschadbeckens markieren das Bauchiplateau, das Biu-Plateau und das Mandara-Gebirge die geographische Grenze.
Im nordöstlichen Zentrum befindet sich die Bodélé-Depression, sie ist zugleich die tiefste Stelle des Tschadbeckens – etwa 155 Meter über Meeresniveau – und gilt als eine der ergiebigsten natürlichen Staubquellen der Erde. Aus dieser Region werden durch die stetigen Passatwinde bis zu 700.000 Tonnen Feinstaub pro Jahr in die Stratosphäre mobilisiert, der sich dann in Richtung Westen über den Atlantik bewegt, und wesentlich zur Düngung des Amazonas-Regenwaldes beiträgt. Der Tschadsee im südwestlichen Zentrum befindet sich auf 275 Metern über Meeresniveau. Entlang der großen Flusssysteme dehnen sich auf einer Fläche von 90.000 bis 100.000 km² die großen Überflutungssavannen in der Logone-Ebene/Toupouri-Senke, Massenya-Ebene, Ebene des Aouk und Salamat im Tschad, Grand Yaeres in der Grenzregion Kamerun/Tschad sowie die Hadejia-Nguru-Feuchtgebiete in Nigeria aus. Zugvögel der nördlichen Hemisphäre nutzen diese Feuchtsavannen als Rast- und Überwinterungsquartier auf ihren Zugrouten in das tropische Afrika.
Die niedrigste Einschartung in den Ring der das Tschadbecken umgebenden Wasserscheiden und damit die Überlaufschwelle für den Abfluss aus dem prähistorischen Mega-Tschad lag bei etwa 325 Meter Meereshöhe südwestlich der am Logone gelegenen Stadt Bongor. Über den Mayo Kébbi ergoss sich seinerzeit das überschüssige Seewasser aus dem Tschadbecken in den Benue und den Niger und erreichte so den Atlantik.

### Territoriale Gliederung
Am Tschadbecken haben insgesamt acht afrikanische Staaten Anteil. Die Grenzziehung zwischen ihnen folgt der Aufgliederung der Region aus der Kolonialzeit, wodurch sich Stammesgebiete, wie das der Tuareg, auf mehrere Staaten verteilen. Es handelt sich um folgende Staaten: Tschad nimmt mit 1,123 Mio. km² das Zentrum ein, Niger hat mit 674.800 km² den zweitgrößten Anteil im Westen, die südlichen Randgebiete teilen sich die Staaten Nigeria mit 179.300 km², Kamerun mit 47.700 km² und Zentralafrikanische Republik mit 216.000 km², am Ostrand liegen 97.700 km² im Sudan und am Nordrand gehören ca. 5.100 km² zu Libyen und 91.000 km² zu Algerien.

### Tschadseebecken-Kommission
Die Tschadseebecken-Kommission wurde am 22. Mai 1964 gegründet mit Hauptsitz in Fort Lamy, jetzt N’Djamena. Die Gründerstaaten dieser Kommission waren Kamerun, Niger, Nigeria und Tschad. Die Tschadseekommission hat momentan sechs Mitgliedsländer: Tschad, die Zentralafrikanische Republik, Kamerun, Nigeria, Niger und seit April 2007 Libyen. Der Sudan hat nur einen Beobachterstatus seit 1994 und Algerien hat keine Aktivitäten. Die Kommission ist verantwortlich für die Regulierung und Überwachung der Nutzung von Wasser und anderen natürlichen Ressourcen innerhalb der hydroaktiven Gebiete des Tschadbeckens. Die Kommission hat eine Unterabteilung des Basin Committees For Strategic Planning (BCSP). Diese koordiniert die lokalen Aktivitäten der Mitgliedsländer.
Die Tschadseebecken-Kommission kontrolliert und beobachtet die hydroaktiven Regionen im Tschadbecken und bezeichnet diese als „konventionelles“ Becken. Dieses konventionelle Becken war 1964 bei der Gründung ca. 427.500 km² groß. Die Definition sagt aus, dass es Gebiete ausschließt, die keinen wirksamen hydrologischen Beitrag zum Wasserhaushalt des konventionellen Beckens haben. Dies betrifft vor allem die nördlichen Regionen des Beckens. Das Gebiet der Kontrollkommission wurde später um die hydroaktiven Regionen in Nord-Nigeria, im Süden des Tschads und im Norden der Zentralafrikanischen Republik erweitert. Die aktuelle Fläche des konventionellen Beckens umfasst ca. 967.000 km².

## Geologie
Die größten Gebiete des Tschadbeckens werden von quartären Sanden bedeckt. Unterhalb der Sandschicht, auf etwa 75 m Tiefe, liegen Tonerden, die im Pliozän entstanden sind und eine mittlere Dicke von ca. 280 m haben. Unter dieser Tonschicht liegt nochmals eine ca. 30 Meter dicke Schicht aus Sanden, die im unteren Pliozän entstanden ist. Unterhalb dieser Schicht liegen die Grundwasser führenden Schichten des eigentlichen Pliozän-Aquifer. Darunter erscheinen Sandsteinformationen, die als Continental Terminal bezeichnet werden und im Tertiär entstanden, mit einer Dicke von etwa 150 m. Unterhalb dieser Schicht liegt der unterste Grundwasserleiter, die als Continental Hamadien bezeichnet wird und in der Kreidezeit entstanden ist.

### Grundwasserspeicher
Die Grundwasserspeicher im Tschadbecken setzen sich hauptsächlich aus einer Reihe von Ablagerungen zusammen. Diese Sedimente lassen die vier Grundwasserleiter entstehen: die obere quartär-phreatische Grundwasserleiter, die untere Pliozän-Grundwasserleiter, die Continental Terminal und der Continental Hamadien. Untersuchungen legen nahe, dass diese Grundwasserspeicher aus versickernden Oberflächenwasser gespeist werden. Aus diesem Grunde reagieren sie sehr empfindlich auf Veränderungen der klimatischen Bedingungen und vor allem auf Veränderungen im Oberflächenabflussregime.
Die Qualität des Grundwassers des quartär-phreatischen Aquifer ist geeignet für den Verbrauch von lokaler Bevölkerung und Vieh. Der untere Pliozän-Grundwasserspeicher liegt in Tiefen um etwa 250 m, mit einer durchschnittlichen Dicke von 60 Meter. Die Aufnahmekapazität des unteren Pliozän-Grundwasserleiter ist unbekannt, er wird jedoch vor allem im nigerianischen Teil des Beckens genutzt. Die Entnahme aus diesem Grundwasserleiter wird auf etwa 3 Mio. m³ pro Jahr geschätzt.
Der Continental-Terminal-Grundwasserspeicher ist im Wesentlichen ein Wechsel von Sandstein und Lehm. Die tiefste Grundwasserleiter der Region ist der Continental Hamadien. Dies ist ein wichtiger Grundwasserleiter, der sich bis in einige andere westafrikanischen Regionen ausdehnt, über den nur sehr wenige Informationen zur Verfügung stehen.
Im Allgemeinen wird das aktive hydrographische Becken auf ca. 967.000 km² geschätzt. An der nördlichen und nordöstlichen Grenze des Beckens liegt der Nubischer-Sandstein-Grundwasserspeicher und an der westlichen Grenze liegt der Iullemeden-Grundwasserspeicher.

### Entstehung
Das Tschadbecken wurde durch extensionale tektonische Kräfte während der Kreidezeit gebildet. Die geologische und geomorphologische Entwicklung des Beckens wurde durch ein langsames und „kaltes“ Ausdehnen der Senkungszone begleitet, bedingt durch die Entstehung des West- und Zentralafrikanischen Grabensystems. Dies hatte zur Folge, dass eine regionale hydrologische Senke entstand, die als artesianisches Tschadbecken bezeichnet wird. Das Tschadbecken ist Teil einer großen meridionalen Zone von Senkungsflächen, die sich vom Golf von Gabes im Norden bis in die Karoo-Ebene erstrecken.

## Bevölkerung
Die Gesamtbevölkerung wurde im Jahre 2003 mit ca. 39 Mio. Einwohnern ermittelt und setzt sich aus über 70 Völkern oder Volksgruppen zusammen. In Nigeria leben ca. 22 Mio. Menschen – das entspricht ca. 59 % der Gesamtbevölkerung – im Tschad ca. 8 Mio., im Sudan ca. 3 Mio., im Niger ca. 2 Mio., in Kamerun ca. 2 Mio. und der Zentralafrikanischen Republik ca. 1 Mio. Menschen. Die Gebiete in Algerien und Libyen gelten als nicht bewohnt und werden nur zeitweise von Nomaden besucht.
Die Bevölkerungsdichte ist sehr ungleich verteilt: Während die nördlichen Regionen eine Bevölkerungsdichte von 0 bis 1 Einwohner/km² haben, steigt diese in den südwestlichen Regionen Nigerias bis auf 500 Einwohner/km² an. Dabei ist die bevölkerungsreichste Region um Kano in Nigeria, dem Ost- und dem Südufer des Tschadsees, zu finden. Eine spezifische Datenerhebung ist jedoch sehr schwierig, da die Staaten oft unter politischen Instabilitäten leiden.

### Archäologie und schriftliche Quellen über das Tschadbecken

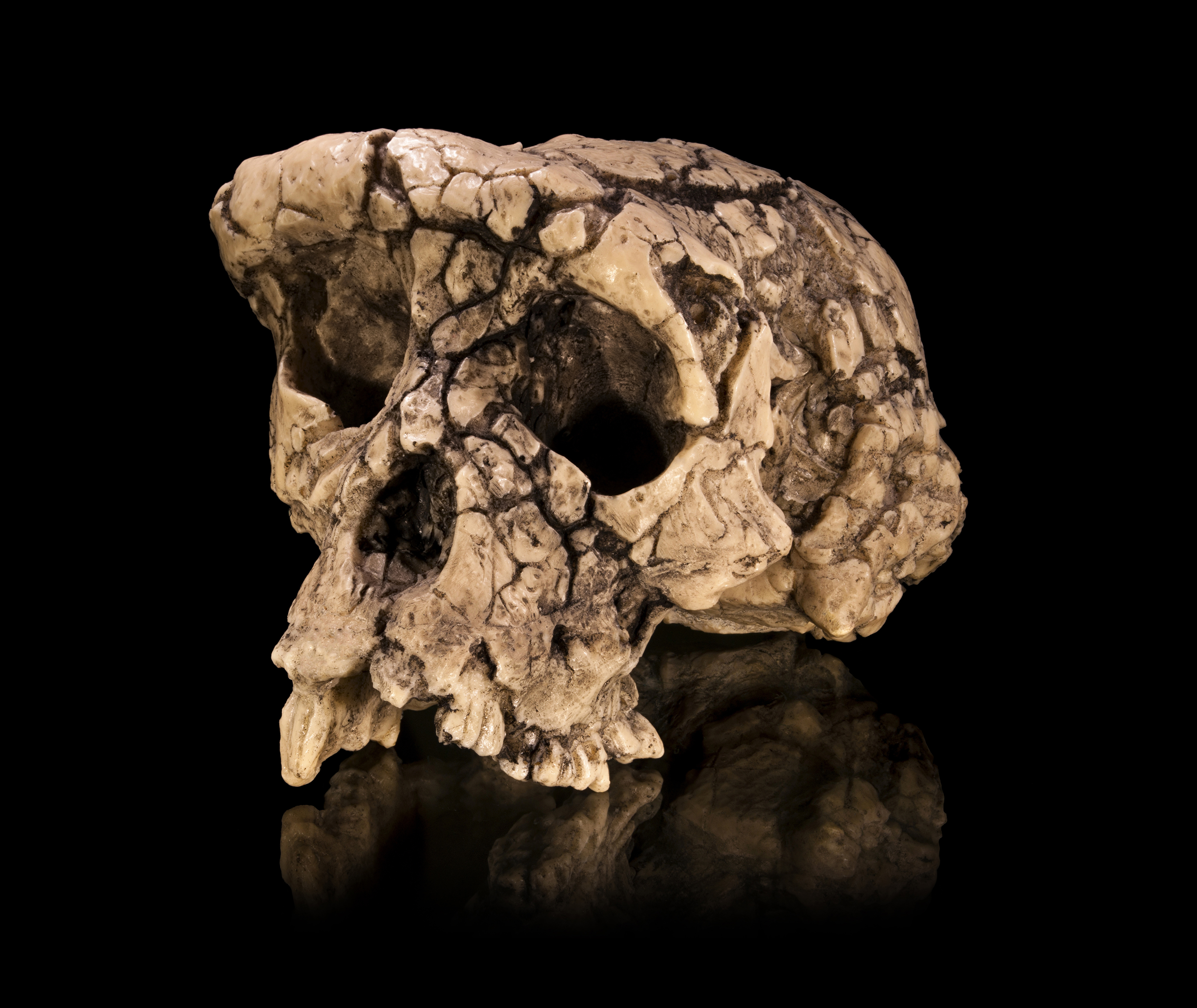
Schädel des Sahelanthropus tchadensis

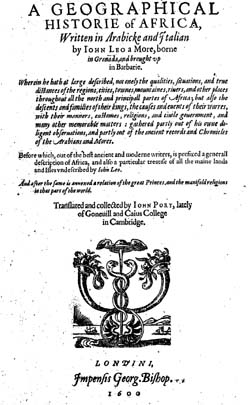
Titelseite der englischen Ausgabe von Leo Africanus’ Cosmographie. London 1600

Im Jahre 2001 wurde in der Fundstelle TM 266 bei Borkou ein 6 bis 7 Millionen Jahre altes Fossil gefunden, das Sahelanthropus tchadensis benannt wurde. Von seinen Entdeckern wurde es als das möglicherweise älteste bislang entdeckte Glied im Stammbaum des Menschen nach der Abtrennung von den Schimpansen bezeichnet, das heißt als enger Verwandter der frühesten gemeinsamen Vorfahren der Hominini. 1995 war an der nord-tschadischen Fundstelle KT 12 bereits ein 3 bis 3,5 Millionen Jahre alter Unterkiefer entdeckt worden, der zur neuen Art Australopithecus bahrelghazali gestellt wurde.
Die Besiedlung des Tschadbeckens wurde seit jeher vom Wechsel der Pluvial- und Interpluvialzeiten bestimmt. Erst aus dem Zeitalter des Tschadien konnten archäologische Funde diese Besiedlung belegen. Dazu gehören die Gräberfelder der Ausgrabungsstätte Gobero im westlichen Tschadbecken, die in zwei Epochen von 7700 bis 6200 v. Chr. und 5200 bis 2500 Jahre v. Chr. bestimmt werden konnten.
Ein weiterer Fund ist ein ca. 8000 Jahre altes Kanu, das an den Ufern des Komadugu-Yobe-Flusssystems gefunden wurde; es ist eines der ältesten Boote der Menschheitsgeschichte.
Die älteste höher entwickelte Kultur wurde im südwestlichen Tschadbecken lokalisiert und wurde Gajiganna-Kultur genannt. Die Funde förderten einfache Tonfiguren von Menschen und Tieren zu Tage und ab ca. 500 v. Chr. konnten befestigte Siedlungen nachgewiesen werden. Sie bestand in einem Zeitraum von ca. 1800 bis ca. 400 v. Chr. Der bedeutendste Ausgrabungsort dieser Kultur ist Zilum. Er wurde ab ca. 400 v. Chr. von einer eisenverarbeitenden Kultur abgelöst, wie am Ausgrabungsort Mdaga nachgewiesen wurde. Ob es einen Technologietransfer aus dem Nahen Osten gab, ist jedoch höchst umstritten, da die Verhüttungstechnik derjenigen der benachbarten Nok-Kultur gleicht.
Weitere Berichte über das Tschadbecken sind von Claudius Ptolemäus überliefert, der ein Reich von Agisymba im 2. Jahrhundert erwähnt, wobei bis heute umstritten ist, wo es sich befand, da in diesem Bericht keinerlei Ortsangaben existieren, sondern nur vage von hohen, namenlosen Bergen die Rede ist.
Archäologische Spuren im Tschadbecken finden sich erst wieder ab dem 6. Jahrhundert nach Christus mit der Entwicklung der Sao-Kultur und deren Ausgrabungsorten südöstlich des Tschadsees.
Die erste europäische Quelle über das Tschadbecken ist Leo Africanus, der die Region im Jahre 1513 bereiste und von einem Lande Shary und dem See von Gaoga berichtet. Weitere Quellen finden sich im Buch L’Universale Fabrica, niedergeschrieben von Giovanni Lorenzo Anania, der von einem Rio Negro (dem Niger) und dem See Lago di Sauo südlich der Sahara berichtet. Dieses Werk erschien zwischen 1571 und 1592 in mehreren Bänden und diente zahlreichen Kartographen dieser Zeit als Quelle.
Da die Geographie des inneren Afrikas bis ins 19. Jahrhundert nahezu unbekannt war, sind dies die einzigen Quellen über die Region aus dieser Zeit. Die ersten neuzeitlichen Berichte stammen von dem Deutschen Friedrich Konrad Hornemann, der die Region im Jahre 1800 in britischem Auftrag bereiste; weitere Berichte stammen von Denham, Clapperton und Oudney aus dem Jahre 1841. Die wohl bekanntesten Reisenden in der Region waren aber Heinrich Barth, Adolf Overweg, Gustav Nachtigal und der Franzose Henri Carbou, der den Dialekt der Tschadisch-Arabischen Sprache in der Region Waddai systematisch erforschte.

## Klima

Das Klima im Tschadbecken nach Köppen-Geiger

Die Klimatypen im Tschadbecken unterteilen sich von vollaridem Klima im Norden, charakterisiert durch die Wüsten, über semiarides Klima in der Zone des Sahel bis zum semihumiden Klima im Bereich südlich des Tschadsees und vollhumidem Klima in den Gebirgsregionen Nigerias, Kameruns und der Zentralafrikanischen Republik.
Das Tschadbecken liegt im Bereich der Innertropischen Konvergenzzone, der sich von 15° nördlicher bis 15° südlicher Breite erstreckt. Die jahreszeitliche Verschiebung dieser Konvergenzzone ergibt für die Region einen Wechsel von Regen- und Trockenzeit. Niederschläge fallen generell von April bis Oktober im Süden und Juli bis September im nördlichen Teil des Beckens. In dieser Zeit liegt die Region unter dem Einfluss des Südwest-Monsuns. Die Niederschläge von Juli bis September fallen am ergiebigsten aus. Die durchschnittliche Niederschlagsmenge im Tschadbecken ist aufgrund der klimatischen Verhältnisse sehr ungleich verteilt. Der Südwesten verzeichnet 1600 mm pro Jahr im Durchschnitt, der Norden hingegen weniger als 150 mm pro Jahr. Die Verdunstungsrate ist mit 2300 mm/Jahr sehr hoch.
Die Auswirkung des Südwestmonsuns anhand der durchschnittlichen monatlichen Durchströmung des Flusses Schari, gemessen an der hydrologischen Station von N’Djamena (in m³/s)
(Berechnet mit den Daten eines Zeitraums von 58 Jahren, 1933–1991)
In der Trockenzeit der Monate November bis März liegt das Tschadbecken unter dem Einfluss der Nordost-Passatwinde aus der Sahara. Diese werden Harmattan genannt.
Im Juli liegen die durchschnittlichen Tagestemperaturen im gesamten Gebiet des Tschadbeckens bei um die 30 Grad Celsius, in den nördlicheren Regionen erreichen sie 35 bis 40 Grad Celsius.
Die Regionen im Tschadbecken haben in der Vergangenheit wiederholt das Ausbleiben des Südwest-Monsuns erlebt. Dies führte zu den großen Trockenzeiten der Jahre 1972–1974 und 1983/1984 mit Hungerkatastrophen für die Bevölkerung in den betroffenen Gebieten.

### Verdunstungspotenzial
Das Verdunstungspotenzial im Tschadbecken ist sehr hoch und erreicht seinen Gipfel im April und Mai, wenn das Luftfeuchtigkeitssättigungsdefizit hoch ist. Es reduziert sich im Juli und August mit dem Eintreffen der Niederschläge des westafrikanischen Monsuns. Es folgt ein kurzer Anstieg im September und Oktober und fällt dann auf ein Minimum im Dezember und Januar, wenn die Lufttemperaturen das jährliche Minimum in der Region erreichen. Die mittlere jährliche Verdunstungsrate steigt nach Norden um ca. 60 mm pro Breitengrad in den Bereichen südlich des Tschadbeckens. Das Verdunstungspotenzial variiert zwischen 1500 und 1800 mm pro Jahr über dem Bereich im Nordosten Nigerias. Es steigt bis 2300 mm/Jahr im Nordosten des Tschadsees und bis 6000 mm/Jahr in Wüstentiefland in nordöstlichen Teil des Beckens.

### Der Westafrikanische Monsun
Der westafrikanische Monsun (WAM) ist ein gekoppeltes Atmosphäre-Ozean-Land-System, das durch sommerliche Niederschläge und Winter-Trockenheit über dem Kontinent gekennzeichnet ist. Die Prozesse in diesem System über dem Land, dem Meer und der Atmosphäre zeichnen sich in den interagierenden Raum- und Zeitskalen aus.
Die Untersuchungen des Westafrikanischen Monsun-Multidisziplinäre-Analysen-Projekts (AMMA) haben gezeigt, dass der Zustrom von kaltem Wasser in dem guineischen Golf zu Beginn der Monsunzeit eine entscheidende Rolle in diesem System spielt. Ähnlich den meteorologischen Bedingungen im Mittelmeer oder im Indischen Ozean gelten die Wassertemperaturen als Schlüsselfaktor der Variabilität und des Rückzugs der Monsunniederschläge im Herbst. Der jährliche Zyklus der Temperatur der Meeresoberfläche im Golf von Guinea ist asymmetrisch mit einer raschen Abkühlung von den höchsten Wassertemperaturen im April auf die niedrigsten Wassertemperaturen im August und einer schrittweise erfolgenden Erhöhung der Wassertemperatur bis zum nächsten April. Die Niederschläge über Westafrika und dem Tschadbecken werden wesentlich durch das Heranführen von Luftmassen charakterisiert, die zu einer horizontalen Bewegung der Luft über der marinen Grenzschicht zu den verschiedenen Temperaturanomalien über West- und Zentralafrika führt, durch die die Entwicklung des hohen Luftdrucks auf Meereshöhe und des Bodenwindes zu einer Anomalie in der sekundären innertropischen Konvergenz begünstigt wird. Die Untersuchungen zeigten auch, dass die saisonalen Veränderungen der Sonneneinstrahlung die jahreszeitlichen Veränderungen steuern und zu einer Nettozunahme der Energiemenge in der Atmosphärensäule führt. Dieser Energieüberschuss führt zu einem horizontalen Energieexport, durch den die thermische Zirkulation der feuchten Luftmassen zu einer Sammlung thermisch aufgeladener Luftfeuchtigkeit im Bereich des ITCZ angeregt wird. Dieser Vorgang moduliert im Inland die Ergiebigkeit der Niederschläge.
Die Variabilität des WAM in den letzten Jahrzehnten ist nicht wirklich klar. Es zeigt sich einerseits eine Erhöhung der Wassertemperaturen im Golf von Guinea, aber auch eine Veränderung in der zeitlich-räumlichen Abfolge der auslösenden Mechanismen des Monsuns. Eine Veränderung des ITCZ ist ebenfalls nicht auszuschließen, aber Untersuchungen hierzu fehlen zurzeit noch. Die Ergebnisse dieser Veränderungen sind jedoch messbar: Die Isohyeten wanderten in den letzten 50 Jahren um ca. 200 km nach Süden, wodurch es zu einer signifikanten Abnahme der Regenmengen im Tschadbecken kam.

### Paläoklima
Von der Klimageschichte des Tschadbeckens ist nur das Zeitalter des jüngeren Quartär ausreichend erforscht worden. Die Auswirkungen der häufigen Wechsel von feuchtwarmen Pluvial- und wüstenhafter Interpluvialzeiten auf das Relief sind jedoch mangels radiometrischer Altersbestimmungen und mangels erhaltener datierbarer Spuren sowie aufgrund der Auslöschung älterer Reliefzustände nur unzureichend erforscht worden.
Nachweisen lässt sich eine Altdünenzone, Erg Ancien genannt, die sich bis über die heutige 800-mm-Isohyete ausdehnte und auf ein extrem arides Klima bis vor ca. 40.000 Jahren hindeutet. Es schloss sich eine feuchtere Phase von vor 40.000 bis 20.000 Jahren an. Dieser humiden Phase folgte eine extreme Trockenperiode, Ogolien und Kanemien genannt, die bis vor 12.000 Jahren andauerte. Dünenvorstöße, Erg Recent genannt, sind bis zur heutigen 500-mm-Isohyete-Linie belegt worden. Vor ca. 10.000 Jahre begann die bekannte Feuchtzeit, auch Tschadien genannt, die durch eine Trockenphase von vor 7.500 bis 7.000 Jahren getrennt wurde. Es kam von vor 9.000 bis 5.000 Jahren zu zwei Phasen, in denen der Tschadsee eine wesentlich größere Ausdehnung als heute erreichte. Der Paläotschadsee erfasste dabei auch den Norden der heutigen Republik Tschad. Die Seegrenzen lassen sich durch dunkelbraune Sedimente nachweisen, die sich im ehemaligen Uferbereich ablagerten. Sie sind heutzutage noch einige Dezimeter stark.
Von einer kurzen Feuchtphase von vor 3500–2500 Jahren – inklusive Flachsee- und Sumpfseebildung – unterbrochen, kam es bis heute zu einer Zunahme der Aridität bei geringfügigen Schwankungen. Diese führten in der Sahara, aber auch teilweise im Sahel zu einer Remobilisierung der Sanddünen bis in die heutige Zeit.

### Klimakarussell der letzten 1000 Jahre
Das Klima der letzten 1000 Jahre im Tschadbecken oszilliert zwischen arid und semiarid in der Zone des Sahel sowie semiarid und humid in der Zone der Sudan-Großlandschaft. Dieser Wechsel erfolgte in unterschiedlich langen Zeitskalen, wobei ab ca. 1700 n. Chr. die Oszillation in immer kürzeren Zeitskalen erfolgte. Nur aus dem Zeitraum ab ca. 900 n. Chr. liegen auch schriftliche Quellen über das Tschadbecken vor. Durch die Länderbeschreibung von Kanem-Bornu in arabischen Aufzeichnungen konnten auch Rückschlüsse auf die Klimaverhältnisse gezogen werden.
So konnte durch Auswertungen der schriftlichen arabischen Quellen und durchgeführter Kernbohrungen am und im Tschadsee ermittelt werden, dass das Klima in der Sahelzone bis ca. 1150 n. Chr. semiarid bis semihumid mit einem verringerten Verdunstungspotenzial war. In der Sudanzone herrschten bis in diese Zeit humide Klimaverhältnisse. Der Tschadsee hatte zu dieser Zeit eine Größe von ca. 36.000 km², der Seepegel lag ca. 286 Meter über dem Meeresspiegel.
Es folgte bis ca. 1300 n. Chr. ein Zeitraum, in dem eine zunehmende Aridität feststellbar wurde. Nach einer kurzen Erholungsphase, bis ca. 1380 n. Chr., kulminierte dieser Wandel um ca. 1450 n. Chr., als das südliche Seebecken des Tschadsees austrocknete. Schriftliche Quellen berichten von einer starken Trockenheit in dieser Zeit, die bis ca. 1480 n. Chr. anhielt.
Bis 1520 n. Chr. erholte sich das Klima im Tschadbecken und die Niederschläge nahmen zu. Danach wechselte das Klima wieder zu einem ariden Klimatrend. Schriftliche Quellen berichten im Zeitraum von 1541 bis 1562 n. Chr. von der großen Hungersnot Bu Ihagbana und von 1563 bis 1568 von der Hungersnot Zima Azadu. Die Klimaverhältnisse erholten sich bis ca. 1610 n. Chr. Erkennbar wurde dies durch die Ausdehnung des Tschadsees. Dieser bedeckte bis ca. 1700 n. Chr. wieder eine Oberfläche von ca. 36.000 km². Im gleichen Zeitraum berichten jedoch schriftliche Quellen von mehreren lang anhaltenden Trockenperioden und Hungersnöten. So wurde eine Trockenperiode in den Jahren 1639–43 aufgezeichnet, von 1644 bis 1680 von der Hungersnot Dala Dama berichtet, und von 1681 bis 1684 wurde eine erneute Trockenperiode auf dem Gebiet des heutigen Bundesstaates Borno aufgezeichnet.
Dementsprechend liegen aus diesen Zeiträumen immer wieder Berichte über eine südliche Migration in den Trockenphasen und eine nördliche Migration der Bevölkerung in den feuchteren Phasen vor. So wird Mitte des 17. Jahrhunderts vom Kreda-Stamm des Tubbu-Volkes berichtet, dass sie aus der Region Borkou in die Hügel von Kanem komplett und dauerhaft emigrierten.
Wie eingangs erwähnt, nimmt die Oszillation der Klimaverhältnisse ab ca. 1700 n. Chr. zu: Der Tschadsee erreichte selten noch die 284-Meter-Marke. In manchen extremen Jahren lag der Wasserspiegel des Sees so niedrig, dass die Grand Barrier den See teilte, wie in der Dekade der 1830er Jahre, von 1901 bis 1915 und ab 1973. Die Grand Barrier fällt ab einem Oberflächenlevel des Sees von 280 Metern trocken.
In der Dekade von 1720 bis 1730 werden mehrere Trockenperioden und Hungersnöte aufgezeichnet. Von 1738 bis 1756 berichten Quellen von der großen Trockenheit im südlichen Tschadbecken. Die ariden Phasen in der Sahelzone werden ab diesem Zeitpunkt immer länger und dementsprechend erfolgt der Wechsel von semihumiden zu humiden Klimaphasen in der Sudan-Großlandschaft in immer kürzer werdenden Zeitskalen, wobei sich die Dauer der semihumiden Phasen stetig verlängerte und ab 1900 nur noch von semihumiden Klimaverhältnissen gesprochen werden kann.
Schriftliche Quellen berichten von 1790 bis 1810 von mehreren Trockenperioden. Dieses Muster wiederholte sich 1828–39, wobei auch mehrere Hungersnöte in letzterem Zeitraum aufgezeichnet wurden. Zu Beginn der Kolonialzeit, ab 1898, wurde von einer großen Trockenheit im Nordosten Nigerias von englischen Kolonialbehörden berichtet, die bis 1915 anhielt. Von den französischen Kolonialbehörden wurde eine große Hungersnot in den Jahren 1940–49 aufgezeichnet. Das Klima stabilisierte sich daraufhin bis in die Mitte der 1960er auf ein semiarides Klima in der Sahelzone.
Ab Mitte der 1960er kann man nur noch von einem ariden Klima in der Sahelzone sprechen. Die dementsprechenden Folgen waren die großen Trockenperioden 1969–74 und 1983–87, die jeweils als Große Trocken- und Hungerkatastrophe in die Geschichte eingingen. Der Tschadsee als Klimaindikator verringerte seine Größe von 23.000 km² (1962/63) auf ca. 1.100 km² im Jahre 1994. Daraufhin erfolgte eine leichte Zunahme der Größe auf 1.350 km² bis zum Jahre 2001. Seitdem stabilisierte sich die Seegröße auf diesem Level. Es treten in einigen Jahren wiederholt Starkregenfälle auf, die jedoch meist zu neuen Hungerkrisen, wie 2005 im südlichen Niger und 2010 in der westlichen Sahelzone, führten.

## Gewässer

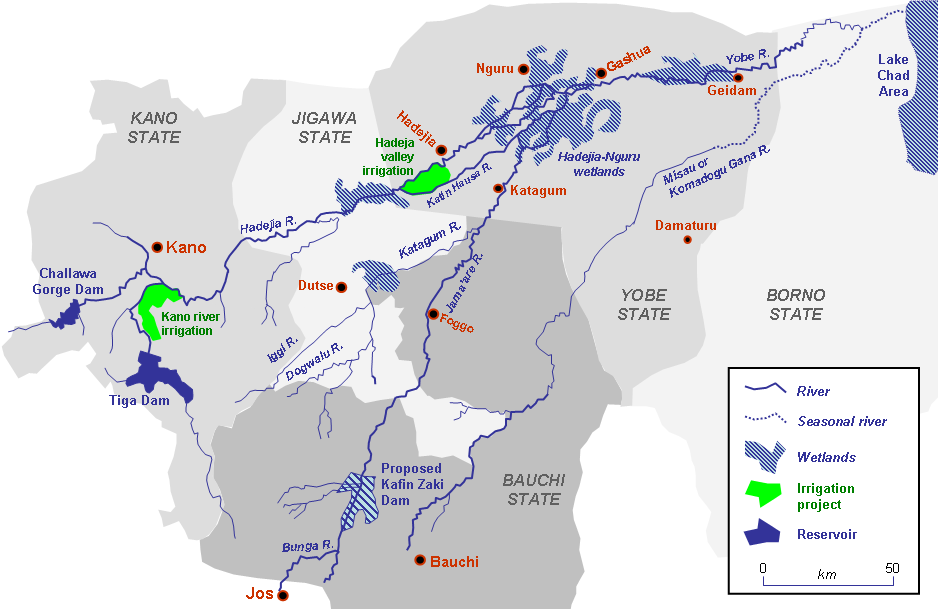
Einzugsgebiet des Komadougou Yobe

Im Tschadbecken befinden sich zwei große Flusssysteme, das des Schari-Logone und das des Komadougou Yobe, sowie einige kleinere Flüsse und Wadis. In dieser großen Region befindet sich eine Vielzahl von Binnenseen, von denen der Tschadsee, der Nguru-See und der Fitri-See die bekanntesten sind und eine überregionale Bedeutung haben. Zahlreiche Seen der Region sind zusätzlich Schutzgebiete gemäß der Ramsar-Konvention, wie der Maladumba-See. Aber auch die Seen im Norden des Tschadbeckens wie der Mare de Zoui bieten Flora und Fauna einzigartige Habitate zum Überleben in dem ariden Klima der Sahara. Die Seen im Süden des Beckens sind vor allem durch den Fischfang für die lokale Bevölkerung von Bedeutung, wie der Bomboro-See und der Mamoun-See. Seen wie der Fianga-See sind einzigartig, da er auf einer Wasserscheide liegt und in zwei unterschiedliche Flusssysteme entwässert. Über den saisonal auftretenden Mare de Tizi ist hingegen wenig bekannt.

### Flüsse
Das Schari-Logone-Flusssystem hat einen Einzugsbereich von ca. 650.000 km², das vom Hochland von Adamaua bis in die Region Darfur im Sudan reicht. Das Flusssystem steht unter dem Einfluss des tropischen Klimas im Hochland der Nordäquatorialschwelle und hat eine einzige Flutsaison, die die Feuchtgebiete des Yaeres in der Waza-Ebene in den Monaten August bis November teilweise überfluten. Die durchschnittliche Abflussmenge aus diesem Flusssystem in den Tschadsee wird mit 37,8 km³/Jahr angegeben.
Im Hochland von Adamaua entspringen die Flüsse Yedseram und Ngadda, die ebenfalls dem Tschadsee entgegenstreben, ihn aber seit den Trockenperioden der 1960er und 80er nicht mehr erreichen. Der Yedseram und Ngadda durchfließen an ihrem Oberlauf die 130 km² großen Sambisa-Sümpfe und bilden dadurch ein Flusssystem, da der Ngadda vom Yedseram einen erheblichen Anteil seiner jährlichen Abflussmenge erhält.
Der im Mandara-Gebirge entspringende El Beid ist der wasserreichste nigerianische Fluss in der Region. Er erhält einen erheblichen Teil seiner jährlichen Abflussmenge aus dem abtrocknenden Yaeres im Süden des Tschadsees. Sein Flussverlauf bildet die Grenze zwischen Kamerun und Nigeria bis zum Erreichen der ehemaligen Küstenlinie des Tschadsees auf mehr als 400 km.
Der Einzugsbereich des Komadougou Yobe hat eine Größe von 148.000 km² und erstreckt sich bis in die Gegend von Kano, Quellgebiet des Hadejia, und des Bauchiplateaus, Quellgebiet des Jama’are, in Nigeria. Die Gebiete hinterm Zusammenfluss der beiden Quellflüsse werden als Hadejia-Nguru-Feuchtgebiete bezeichnet und haben eine maximale Ausdehnung von 6.000 km², beginnend Ende August mit Einsetzen der Flutsaison. Der Komadougou Yobe erreicht die offenen Gewässer des Tschadsees nicht mehr und mündet ca. 120 km vor dessen heutiger Küstenlinie in einem Binnendelta ohne Abfluss.

### Wadis
Im Norden und Osten des Tschadbeckens existieren nur einige Wadis, die zeitweise oder saisonal Oberflächenwasser führen. Zu nennen ist der aus dem Darfur kommende Wadi Kaya. Der ebenfalls dem Darfur entspringende Wadi Bahr Azoum bildet saisonal einen Teil des Schari-Logone-Flusssystems. Der aus dem Tassili n'Ajjer kommende Wadi Tafassassed erreicht den Nordrand der Wüste Ténéré.
In der Region des Tibesti-Gebirges werden Wadis als Enneri bezeichnet. Fünf große Enneris fließen nach Norden bis in die Region Sarir Tibesti in Libyen, wobei die Wasserabflussmenge von der Ergiebigkeit der Niederschläge abhängig ist. So wurde am Enneri Bardargué eine Wasserabflussmenge von 453 m³/s im Jahre 1954 gemessen. Dieser Flutspitze folgten vier Jahre mit einer durchschnittlichen Abflussmenge von 5 m³/s und 1963 erreichte er drei Flutspitzen mit 4, 9 und 32 m³/s. Nach Süden entwässern die zeitweise mit Wasser gefüllten Enneri Touaoul, Tegaham, Enneri Mi sowie Enneri Ké und bewässern die umliegenden Wüstengebiete. Der Touaoul und der Ké fließen im Süden des Tibesti zusammen und bilden den Enneri Miski, der bis in die Borkou-Ebene fließt.
Die Wadis, die dem Ennedi-Massiv entspringen, werden regional als Quadi bezeichnet. Sie bilden ein weitverzweigtes Entwässerungssystem, das bis zum Hochland Wadai um die Stadt Abéché reicht. Der größte Quadi ist der Bahr el Batha – er erreicht im Westen den Fitri-See.
Der bis zur Region um die Oase Safi reichende Wadi Bahr el-Ghazal ist auch regional unter dem Namen Soro bekannt. Er erreicht die östlichen Ausläufer des Tschadsees. Er ist kein Wadi im herkömmlichen Sinne, der dem See Wasser zuführt, sondern es handelt sich um einen Überlaufkanal des Tschadsees. Der Bahr el-Ghazal wird geflutet, wenn der Pegel des Tschadsees die Marke von 286 Metern über dem Meeresspiegel erreicht.
Im Westen des Beckens liegt das Tal der Dilia, auch Dilia de Lagané genannt. In dem Zeitalter des Tschadien führte die Dilia de Lagané permanent Wasser dem Tschadsee zu, heute führt die Dilia de Lagané nur noch Wasser bei starken Niederschlägen im südlichen Termit-Massiv, die aber den Tschadsee nicht mehr erreicht.

### Tschadsee

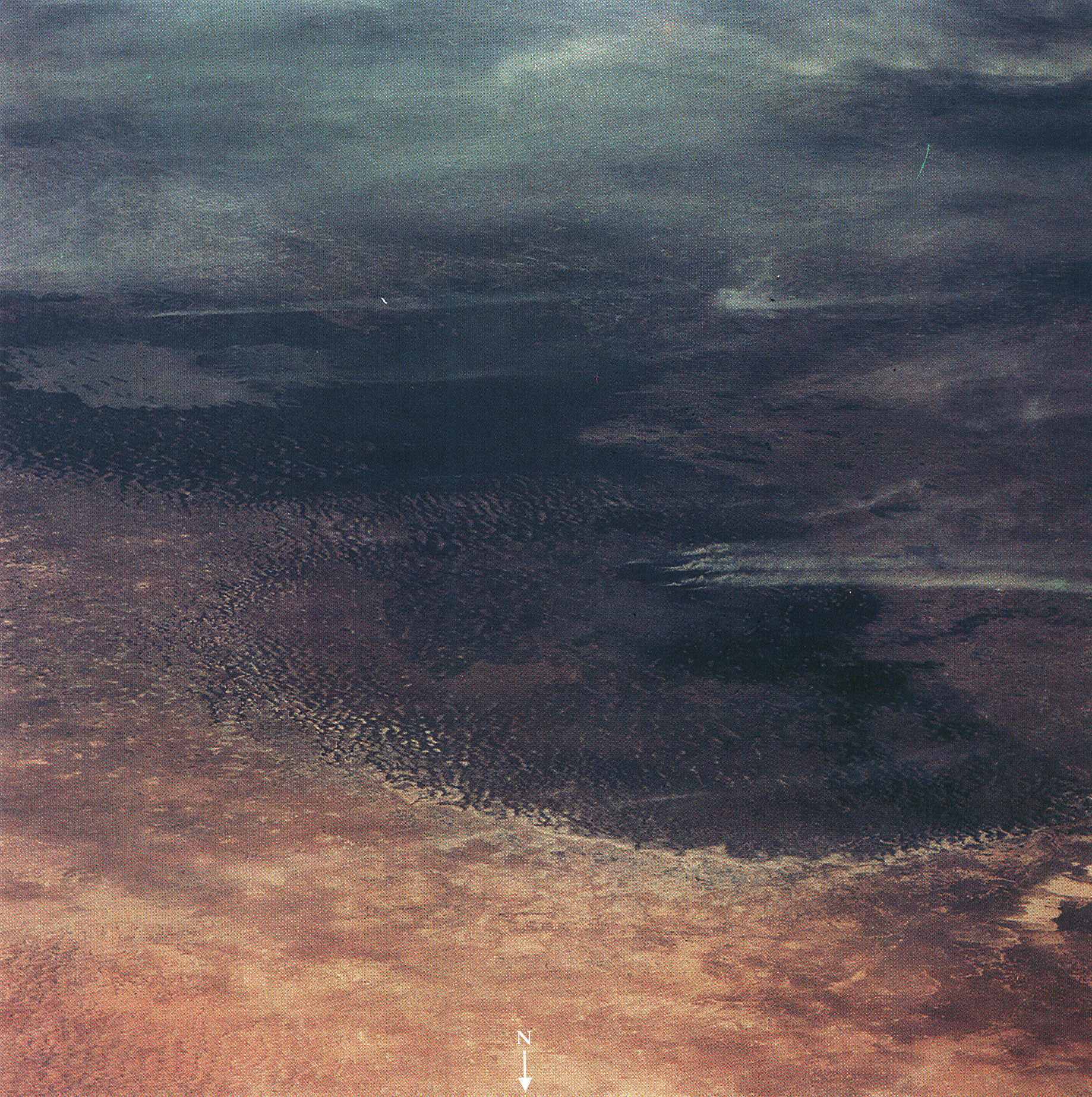
Tschadsee im Jahre 1994

Der Tschadsee ist der größte See des Tschadbeckens und hat eine lange Geschichte hinter sich, die man mit den Worten „vom Mega-Tschad zum kleinen Tschadsee“ charakterisieren kann. Seine größte Ausdehnung erreichte er im Tschadien, vor ca. 10.000 bis 5.000 Jahren, und umfasste eine Fläche von ca. 350.000 km². Dies lässt sich an den Sedimentationsflächen und den noch heute sichtbaren Strandwällen ablesen.
Die Größe des Tschadsees hat sich bis in die Gegenwart hinein ständig verändert. Umfasste er 1962/63 noch fast 23.000 km², so schrumpfte er bis 1985 auf ca. 3.000 km². Die Schrumpfung des Sees in der Neuzeit hängt mit zwei Faktoren zusammen: Einerseits ist die durchschnittliche jährliche Niederschlagsmenge seit den sechziger Jahren um etwa ein Viertel zurückgegangen, andererseits ist die Wasserentnahme für landwirtschaftliche Projekte an den Zuflüssen beständig gestiegen. 90 % seiner Wassermenge werden dem See vom Fluss-System des Logone-Schari zugeführt, nur 10 % durch lokalen Niederschlag und die nigerianischen Flüsse, denen ebenfalls durch die zunehmende landwirtschaftliche Nutzung Wasser entzogen wird. Der Wasserstand hat seinen jährlichen Tiefststand im Juli, steigt dann in der Regenzeit langsam und erreicht den Höchststand im Dezember.

### Fitri-See
Der Fitri-See liegt bei den Koordinaten 12°41'–13°00'N/17°24'–17°38'O, ca. 250 km östlich des Tschadsees. Im Volksmund wird er auch kleiner Bruder des Tschadsees genannt, mit dem er bis vor 5000 Jahren verbunden war. Er bedeckt eine Fläche von 300 km² mit einer maximalen Ausdehnung von 35 × 20 km mit einer Ausrichtung von Nordwest nach Südost. Er ist Teil einer 1950 km² großen Biosphärenzone. Der Fitri-See wird in die Kategorie Süßwasser-Sahel-See eingeordnet und weist eine geringe Salinität auf. Er wird durch saisonale Regenfälle und den Zufluss des 3–4 Monate lang fließenden Batha mit Frischwasser gespeist. Im Gegensatz zu dem Tschadsee ist der Fitri eines der wenigen Sahel-Gewässer, die nicht durch groß angelegte Bewässerungssysteme eine hydrologische Änderung erfahren haben, obwohl er schon mehrfach in der Vergangenheit austrocknete, wie in den Jahren 1901, 1973 und während der besonders schweren Dürre 1984–1985.

### Iro-See

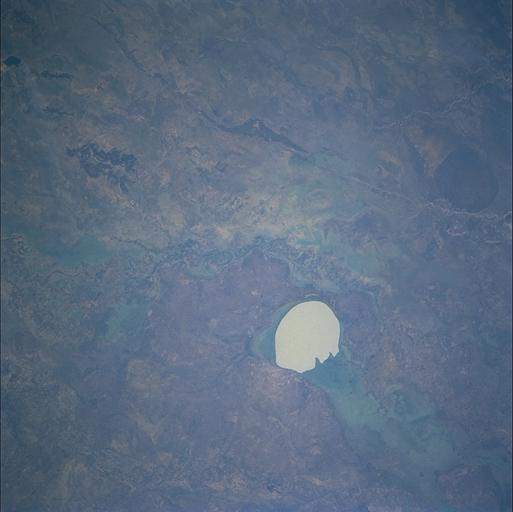
Iro-See

Der Iro-See ist ein kleiner See, 15 km lang und bis zu 7 km breit und liegt bei 10°05'N/19°25'O, ca. 5 km nördlich des Bahr Salamat, mit dem er mehr oder weniger kontinuierlich bei Hochwasser verbunden ist. Bei niedrigem Wasserstand liegt er ca. 387 m ü. M. und hat dann eine Fläche von fast 100 km². Ein kontinuierliches Überschwemmungsgebiet liegt zwischen dem See und dem Fluss, aber die nördlichen Seeufer werden nicht extensiv überflutet. Der See ist gesäumt von einer dichten, krautigen Ufervegetation.

### Die Seen in der Kanem-Region
Mehrere permanente, kleinere Seen liegen unmittelbar östlich des Tschadsees in dem Dünengebiet des Erg Kanem, wo der Grundwasserspiegel die Oberfläche erreicht und in den Mulden zwischen den Dünen diese Seen bildet. In den zurückliegenden Pluvial-Perioden waren sie ein Teil des Tschadsees und Tonerden lagerten sich auf dem Seegrund ab. Die drei Djikare-Seen liegen Tschadsee am nächsten. Der größte, der Bodou-See, liegt ca. 71 km nordwestlich von Bol und 11 km landeinwärts von der Küste des „normalen“ Tschadsees. Er hat eine Fläche von 40 ha und eine maximale Tiefe von 2 m. Sein Wasser ist durch die hohe Verdunstungsrate stark salin. Die beiden Moilo-Seen liegen ca. 31 km nordöstlich von Bol und umfassen jeweils Bereiche von ca. 60 ha und Tiefen von ca. 2 m. Der Rombou-See liegt ca. 70 km nordöstlich von Bol. Er bedeckt eine Fläche von 15 ha und ist ca. 1 Meter tief. Direkter Niederschlag über den Seen ist geringer als 300 mm pro Jahr und die Sonnenscheindauer erreicht im Durchschnitt 3000 Stunden/Jahr, während die potenzielle Verdunstung bei ca. 2300 mm pro Jahr liegt. Diese Seen sind umgeben von einer üppigen Vegetation.

### Ounianga-Seen
Im Südosten des Tibesti-Gebirges am Rand des Mega-Tschad-Beckens liegt das Gebiet der Ounianga-Seen, die an einer NW-SO-Achse liegen. Dieses Gebiet wird von einer Sandsteinstruktur belegt. Zu seinen Füßen liegt eine Reihe von permanenten Salzseen in Höhe von etwa 402 m über dem Meeresspiegel. Diese Seen verdanken ihre Existenz der Tatsache, dass Wasser aus einem unterirdischen Grundwasserleiter die Oberfläche erreicht und in Vertiefungen zwischen Sanddünen hervortritt.
Die wichtigsten Seen liegen bei Ounianga Kebir (19°05'N/20°31'O). Der größte See ist der Joa-See (345 m ü. M.) mit einer Fläche von 370 ha bei einer maximalen Tiefe von 25 m. In seiner unmittelbaren Nähe liegen die Seen Uma, Mioji und Forodom. Eine zweite Gruppe von Seen liegt ca. 50 km östlich bei der Oase Ounianga Serir (18°55'N/21°51'O). Hier liegen zehn Seen in rauer, zerklüfteter Landschaft parallel zueinander. Dies sind die Seen Melekoui, Dierke, Ardiou, Teli, Abrome, Hogou, Diara, Tarem, Tibichei und Bokou. Der Teli-See ist die größte und belegt eine Fläche von ca. 70 ha mit einer maximalen Tiefe von 10 m. Die Seen sind an einer Nordost-Südwest-Achse ausgerichtet, ihre langen Achsen liegen parallel zu der vorherrschenden Windrichtung.

## Vegetationszonen
Das Tschadbecken lässt sich in neun verschiedene Vegetationszonen unterteilen. Diese bieten eine große Vielfalt an Lebensräumen für die verschiedensten Tier- und Pflanzenarten. So gibt es ausgedehnte Wüsten, Dornenstrauchsavannen, Savannen, Flüsse, Seen, Feuchtgebiete und ausgedehnte Bergregionen mit einer vielfältigen Flora und Fauna. So finden sich im Tschadbecken viele der bekannten großen afrikanischen Tierarten wie die Hyänen, Löwen, Elefanten, Nilpferde, Geparde, Krokodile und Straußenvögel. Der Tschadsee mit seinen Zuflüssen und deren Feuchtgebieten lässt ein einzigartiges Ökosystem von weltweiter Bedeutung entstehen. Dieses bietet nicht nur einheimischen Tierarten einen Lebensraum, sondern dient auch Zugvögeln aus der nördlichen Hemisphäre als Rast- und Überwinterungsmöglichkeit auf ihren Zugstrecken. Zusätzlich bietet dieses ausgedehnte Ökosystem einen wirksamen Schutz gegen die weitere Ausbreitung der Wüsten.

### Sahara-Vegetationszone
Die Oberfläche der Vegetationszone Sahara im Tschadbecken wird geprägt durch ausgedehnte Wüsten mit Sanddünen – Erg, Chech oder Raoui genannt –, großen Stein- und Felswüsten mit ihren bewuchslosen Plateaus, Hamadas genannt, großen Schotterflächen, Reg genannt, trockenen Flussbetten, Wadis und großen, flachen Salzbetten. Der Niederschlag in diesen Gebieten kann unter 25 mm pro Jahr liegen. Die Jahresdurchschnittstemperaturen liegen um die 25 Grad Celsius und können in den Sommermonaten bis über 50 Grad Celsius steigen.
Die Flora in diesen Gebieten ist sehr artenarm und umfasst ca. 500 Pflanzenarten, von denen ca. 162 endemisch in der Sahara sind. Sie wachsen hauptsächlich in den Wadis, Oasen, Hügelketten, Senken und einzelnen Rinnsalen über grundwasserführenden Gebieten.
Die Fauna in der Sahara ist wesentlich artenreicher als früher angenommen. Am meisten zu beobachten sind Insekten und Gliederfüßer, aber auch einige wenige Säugetiere und Reptilien kommen in dieser Region vor. An Vogelarten sind in der Sahara der Alaemon alaudipes und der Wüstensperling (Passer simplex) beheimatet.

### Tibesti-Djebel-Uweinat-Gebirgswüsten-Vegetationszone
Die Gebirgsregion des Tibesti gehört zu der Kategorie ariden Wüstenklimas. Die jährliche Niederschlagsmenge wird aufgrund seiner Höhe mit unter 600 mm pro Jahr angegeben, aber es existieren geringe bis keine Böden, die diese Feuchtigkeit aufnehmen und speichern können, da diese als aridisole Wüstenböden klassifiziert werden. Die bekannten maximalen Temperaturen liegen um die 30 °C in den Niederungen und um 20 °C in den Höhenlagen des Gebirges. In den Wintermonaten fällt diese jedoch auf ca. 12 °C in den Niederungen und 9 °C in den Höhenlagen.
Die Vegetation im Gebirge des Tibesti variiert mit der Höhenlage und dem Gefälle. In den südwestlichen Gebirgshängen liegen die Wadis Enneri Tegaham, Enneri Mi und Enneri Ké, die bei größeren Niederschlägen Oberflächenwasser führen und das Wachstum von Bäumen wie der Doumpalme (Hyphaene thebaica), dem Zahnbürstenbaum (Salvadora persica), Tamarisken (Tamarix articulata), dem Anabaum (Acacia albida) und anderen tropischen Pflanzen, den Abutilon, Hibiscus und Tephrosia ermöglichen.
In den höheren Lagen des Gebirges wächst an den Süd- und Südwesthängen der endemische Ficus teloukat, an den westlichen Berghängen die Myrtus nivellei und an den nördlichen Berghängen die Tamarix gallica nilotica.
An größeren Säugetieren kommen in dem Gebirge die Dorkasgazelle (Gazella dorcas), der Mähnenspringer (Ammotragus lervia) und der Gepard (Acinonyx jubatus) vor. Populationen kleinerer Säugetiere umfassen den Klippschliefer (Procavia capensis), den Kaphasen (Lepus capensis) und die Stachelmäuse (Acomys spp.).

### Westsahara-Gebirgswüsten-Vegetationszone

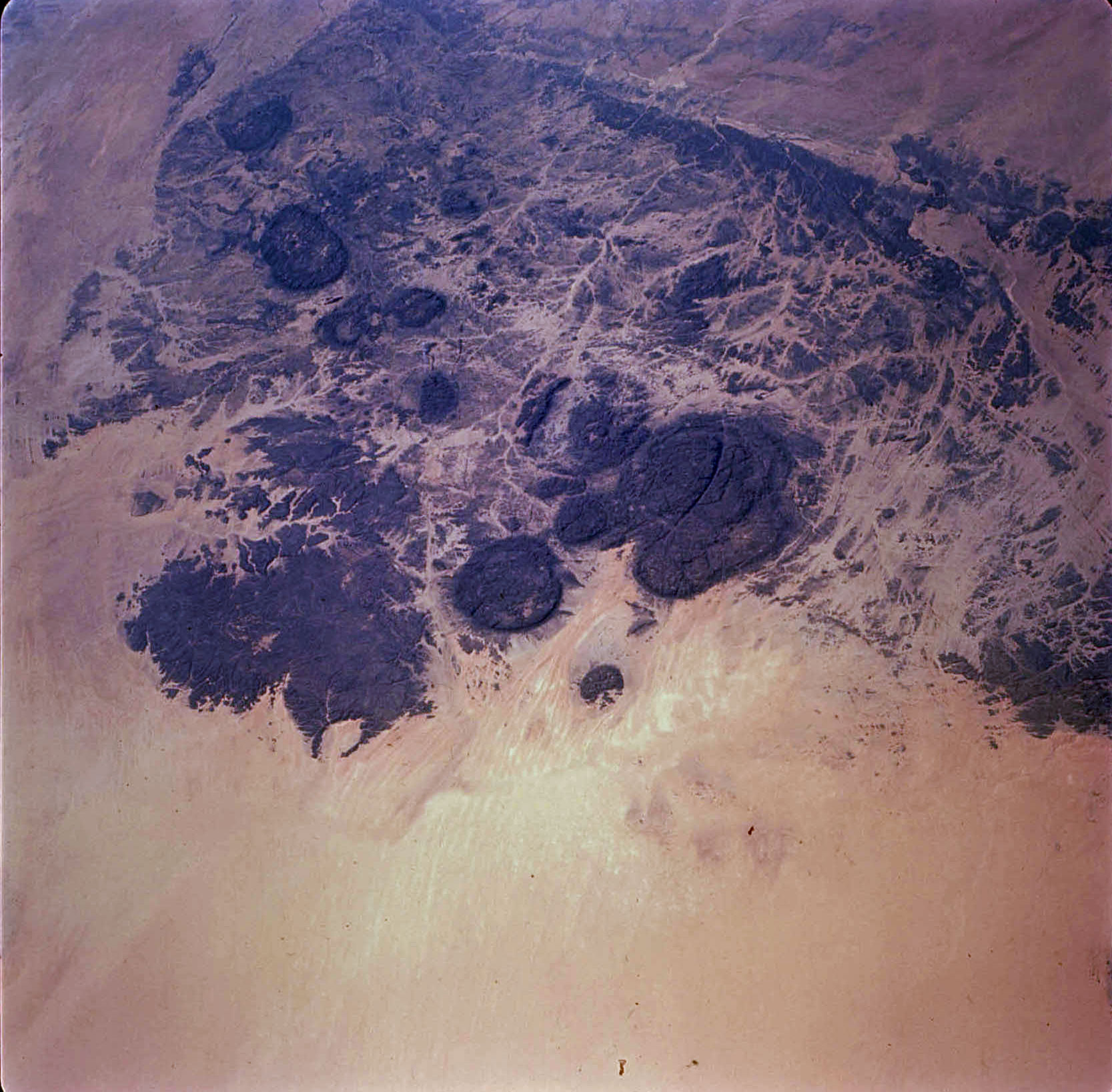
Aïr-Gebirge von Gemini 6 aus fotografiert

Diese Vegetationszone des Tschadbeckens wird durch die Topographie der Gebirge Tassili n'Ajjer und des Aïr bestimmt. Das Klima dieser Region wird als heiß und trocken in den Sommermonaten und kalt und trocken in den Wintermonaten beschrieben. Der jährliche Niederschlag wird mit 150 mm angegeben. Die Temperaturen erreichen 30 °C in der Niederungen und 12 bis 18 °C in den höheren Lagen der Gebirge, in denen auch Bodenfröste auftreten und in den kalten Wintermonaten Schnee fallen kann. In den Gebirgen finden sich Gueltas in schmalen Schluchten, die permanent Wasser führen und durch ihre niedrige Verdunstungsrate Flora und Fauna in diesen sonst kargen Gebirgen ein Überleben sichern. In den Oasen des Aïr wird auch eine ausgedehnte Gartenwirtschaft betrieben.
Die Flora in dieser Vegetationszone wird bestimmt durch die Oberflächenbeschaffenheit des Geländes. In den Ebenen liegen ausgedehnte Regs, Hammadas und zahlreiche Wadis, um die sich die Vegetation gruppiert. In den höheren Lagen ändert sich das Vegetationsbild in eine Sahara-Gebirgsvegetation mit seltenen und zum großen Teil endemischen Pflanzen und Baumarten, die teilweise Relikte der humiden Vergangenheit der Sahararegion sind. Dies betrifft vor allem die Duprey-Zypresse, den Tarout (Cupressus depreziana), die wilde Olive (Olea lapperrini) und die Myrte (Myrtus nivellei).
Die Fauna dieser Vegetationszone ist sehr vielfältig, so leben Populationen der Dorkasgazelle (Gazella dorcas) und der Damagazelle (Gazella dama) auf den Plateaus der Gebirge. Zugvögel aus Europa nutzen diese Region als Rast- und Überwinterungsgebiet. Es finden sich auch zahlreiche Reptilien wie die Schlanke Blindschlange (Telescopus obtusus) oder die Weißbauch-Sandrasselotter (Echis leucogaster). Auch Amphibien wie die Wechselkröte (Bufo viridis) finden sich in dieser Region.

### Südsahara-Gras- und Strauchsavanne
Die Vegetationszone der Südsahara-Gras- und Strauchsavanne ist eine Trockensavanne, zugleich ein Grenzland und eine Transitzone zwischen der Sahara und der Sahel-Akazien-Savanne. Sie ist 100 bis 200 km breit. Die Niederschläge sind hier reichhaltiger als in der Sahara und belaufen sich auf zwischen 100 und 200 mm im Jahr.
Die Flora wird im Norden dieser Region bestimmt durch saisonale Grassavannen, die im Sommer, begünstigt durch die Niederschläge von Juli bis September, wachsen können. Sie bestehen hauptsächlich aus den Liebesgräsern (Eragrostis), Aristida und dem Dünengras (Stipagrostis). Durchsetzt sind diese Grassavannen mit den Kräutern und Sträuchern wie dem Tribulus, Heliotropium und Pulicharia. Hauptsächlich an den Wadis und Gebieten mit grundwasserführenden Schichten wachsen in dieser Ökoregion die Schirmakazie und die Acacia ehrenbergiana. Im Süden dieser Region wachsen auch Rispenhirsen (Panicum turgidum).
In dieser Region leben neben dem Strauß (Struthio camelus) auch größere Säugetiere wie die Mendesantilope (Addax nasomaculatus), die Dünengazelle (Gazella leptoceros), die Damagazelle (Gazella dama), die Streifenhyäne (Hyaena hyaena), der Gepard (Acinonyx jubatus) und der Afrikanische Wildhund (Lycaon pictus).

### Sahel-Akazien-Savanne

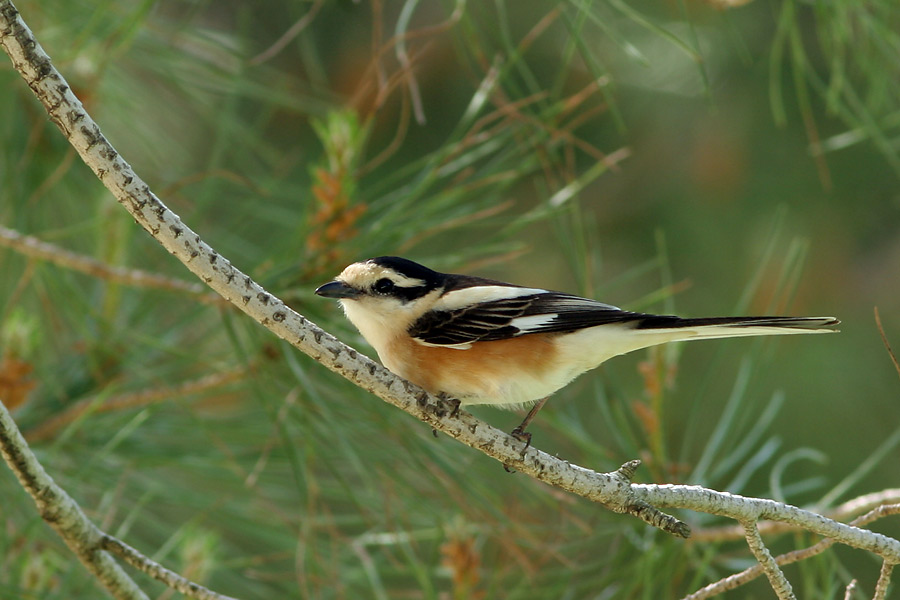
Männlicher Maskenwürger

Die Vegetationszone der Sahel-Akazien-Savanne ist eine Trocken- und Dornstrauchsavanne. Sie schließt sich an die Südsahara-Gras- und Strauchsavanne an und umfasst den größten Teil des Tschadbeckens. Die Topographie in dieser Ökoregion ist generell flach, ohne größere Erhebungen oder Gebirge. Die Niederschlagsmengen variieren zwischen 200 mm im nördlichen Bereich und 600 mm pro Jahr im südlichen Bereich der Region. Die monatlichen Höchsttemperaturen schwanken zwischen 33 und 36 °C, die niedrigsten Temperaturen sind 18 bis 21 °C in den kühleren Monaten. Die junge und dünne Bodenkrume ist ohne erkennbare Schichtung und entspricht den Entisol-Böden der USDA-Bodenklassifikation. Sie bedecken den größten Teil dieser Region. Im nördlichen Teil wechseln sie sich mit Aridisol-Böden ab, Oberflächenwasser ist nur saisonal in der Regenzeit vorhanden.
Die Flora in dieser Region ist eine größtenteils baumdurchwachsene Savanne, die mit dornigen Büschen durchsetzt ist. Die Graslandschaft wird dominiert von den kurzen, einjährigen Süßgräsern Aristida mutabil, Chloris prieurii und Cenchrus biflorus.
In dieser Ökoregion lebt eine größere Anzahl endemischer Tierarten. Unter den Vögeln ist die Rostlerche (Mirafra rufa), der Maskenwürger (Lanius nubicus) und die Sudanbeutelmeise (Anthoscopus punctifrons) endemisch in dieser Region. Anfang des 20. Jahrhunderts gab es in dieser Region große Bestände an Elefanten, der Westafrikanischen Giraffe (Giraffa camelopardalis peralta) und Straußen. Diese wurden aber stark bejagt, so dass nennenswerte Bestände nur noch in Nationalparks und anderen Schutzzonen überleben konnten. Die einstmals in großen Beständen auftretende Säbelantilope (Oryx dammah) gilt heute als vermutlich ausgestorben.

### Tschadsee-Überflutungssavannen
Die Tschadsee-Überflutungssavanne liegt in der Zone des Tschadsees und der angrenzenden Überflutungsgebiete seiner Zuflüsse. Die in diesen Gebieten liegenden Überflutungszonen und Feuchtgebiete bedecken eine ungefähre Fläche von 2,5 Mio. Hektar und haben eine große, weit über das Tschadbecken hinausreichende Bedeutung. Die Vegetationszone besteht aus einer Vielzahl verschiedener Oberflächenformen, so finden sich kleine Inselgruppen, große Sumpfgebiete, Riedgras-Savannen und große offene Wasserflächen im Bereich des Tschadsees und permanente Grassavannen und saisonale Grassavannen wie dem Yaéré. Der in dieser Region gebräuchliche Begriff „Sudd“ bezeichnet ein permanentes Überflutungsgebiet.
Der Tschadsee teilt sich auf ein nördliches und südliches Seebecken. Das nördliche Seebecken hat eine ungefähre Tiefe von 6 Metern und ist zurzeit (2011) nur saisonal mit Wasser des Komagoudou Yobe geflutet. Das südliche Seebecken hat eine Tiefe von 2 bis 3 Metern und ist zurzeit nur im Kernbereich des Zuflusses des Schari mit einer permanent offenen Wasseroberfläche bedeckt.
Die Flora in dieser Vegetationszone des südlichen Seebeckens wird bestimmt durch große Flächen, die mit dem echten Papyrus (Cyperus papyrus), der Phragmites mauritianus, Vossia cuspidata und anderen Sumpfpflanzen bedeckt sind. Auf den offenen Wasserflächen des Sees schwimmt der Wassersalat (Pistia stratiotes) und bedeckt ein großes Gebiet des Sees. Im Bereich des nördlichen Seebeckens dominieren das Schilfrohr (Phragmites australis) und der Rohrkolben Typha domingensis die Vegetation.
Die Gewässer des Tschadsees werden als tropisches Gewässer mit einer geringen Salinität, das reich ist an Phytoplankton und einer großen Artenvielfalt an Algen und Fischen, beschrieben. So wurden in offenen Gewässern mehr als 1000 verschiedene Arten von Algen und mehr als 140 Arten von Fischen gezählt.
Saisonal, in der Regenzeit, wachsen in der südlichen Uferregion sogenannte Yaéré-Grassavannen. Diese werden dominiert durch die Echinochloa pyramidalis, Vetiveria nigritana, Oryza longistaminata und Hyparrhenia rufa. Die Yaéré-Vegetation stirbt ab in der Trockensaison. In den feuchteren Zonen des Yaéré wachsen die sogenannten Karal- oder Firki-Baumsavannen. Die Baumbestände werden dominiert durch die Seyal-Akazie (Acacia seyal) auf den Hügelketten und die Acacia nilotica in den Senken. Die Pflanzenoberfläche in dieser Baumsavanne wird durch 2 bis 3 Meter hohe Kräuter und Gräser gebildet, wie den Caperonia palustris, Echinochloa colona, Hibiscus asper, Hygrophila auriculata und Schoenfeldia gracilis.

### Westliche Sudan-Savanne

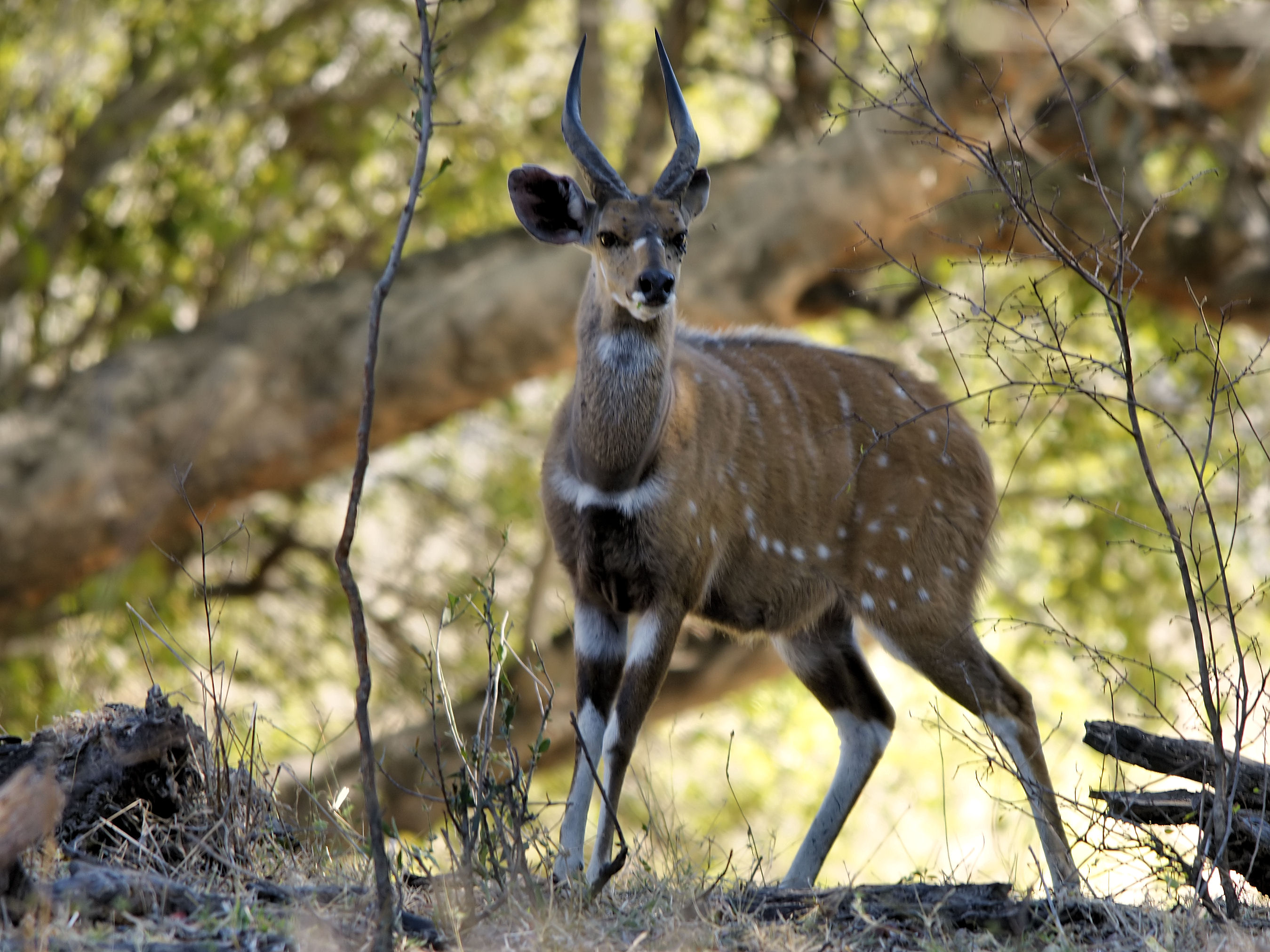
Männlicher Buschbock

Die Westliche Sudan-Savanne ist eine Feuchtsavanne und bedeckt die südwestlichen Gebiete des Tschadbeckens in den Staaten Nigeria und Niger. Es ist ein Flachland ohne größere Erhebungen, das von der Östlichen Sudansavanne durch das Mandara-Gebirge im Hochland von Kamerun getrennt wird. Die Temperaturen erreichen im Sommer 35 bis 40 °C und im Winter 15 bis 20 °C. Die jährliche Niederschlagssumme in dieser Region reicht von 600 mm pro Jahr im Norden bis zu 1600 mm pro Jahr in den südlichen Gebieten dieser Ökoregion. Die Böden sind mäßig fruchtbar und unterliegen einer lateritischen Verwitterung.
Die Flora in dieser Vegetationszone wird von aufgelockerten und weitständigen Wäldern charakterisiert, die mit Buschwäldern durchsetzt sind und mit einem Unterwuchs von langhalmigen Gräsern und breitblättrigen Kräutern unterlegt sind. Entlang der Flüsse breiten sich Galeriewälder aus.
In der Westlichen Sudansavanne lebt eine große Anzahl verschiedener Tierarten, von denen viele endemisch in dieser Savannenlandschaft sind. Größere Populationen des Buschbocks (Tragelaphus scriptus), des Warzenschweins (Phacochoerus africanus), der Äthiopischen Grünmeerkatze (Chlorocebus aethiops), des Steppenwarans (Varanus exanthematicus), des Anubispavians (Papio anubis) und des Mantelpavians (Papio hamadryas) leben hier. Die einstmals großen Bestände an afrikanischen Säugetieren wie dem Elefanten überleben nur in Schutzzonen.

### Östliche Sudan-Savanne

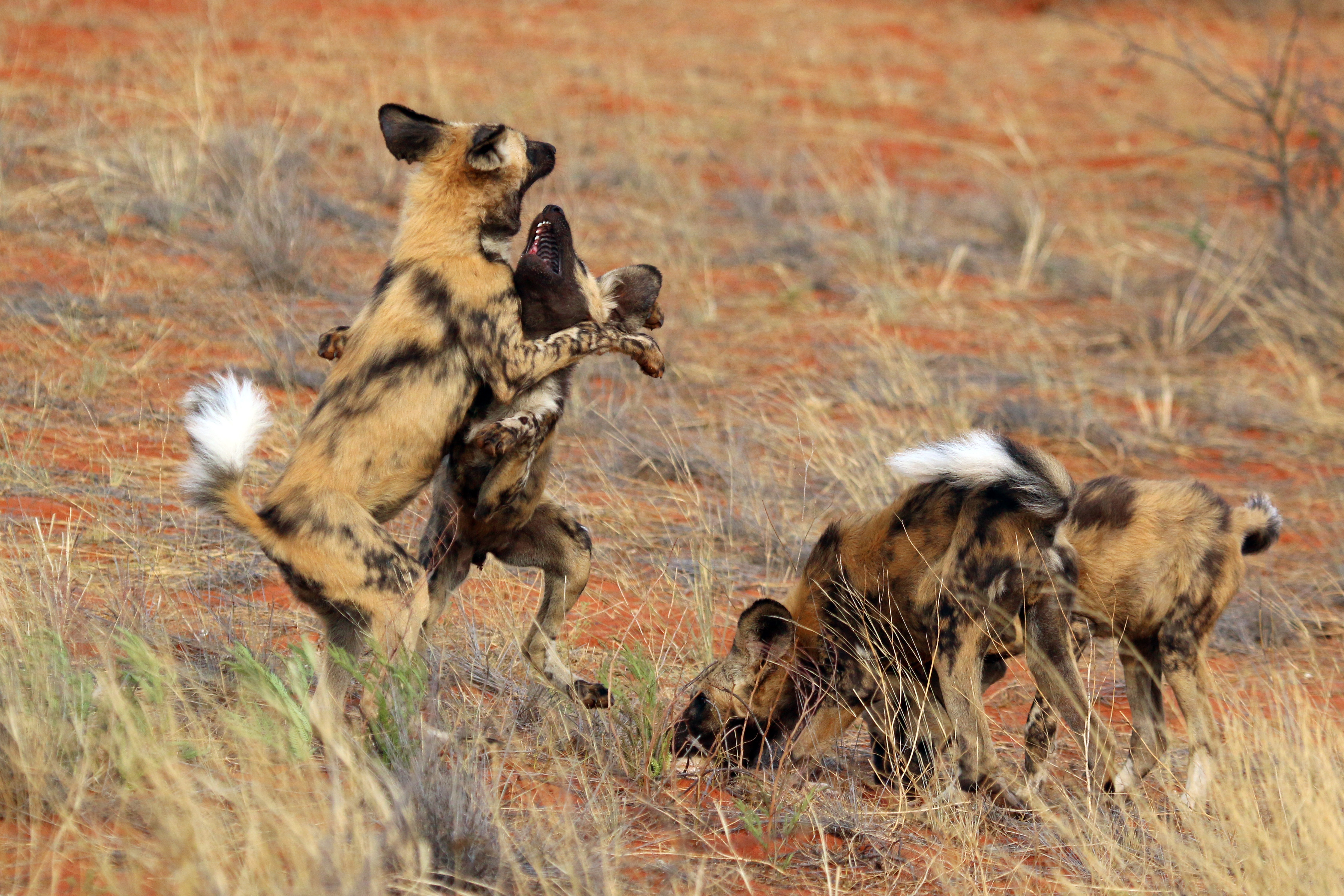
Afrikanische Wildhunde

Die Östliche Sudansavanne ist eine Trockensavanne und breitet sich im Süden des Tschad und im Nordwesten der Zentralafrikanischen Republik aus. Seine Topographie zeichnet sich durch ein ausgeprägtes Flachland ohne größere Erhebungen aus. Sein Klima wird geprägt durch eine Zweiteilung in Trocken- und Regenzeit. Die höchsten Temperaturen liegen bei 30 bis 33 °C und die niedrigsten bei 18 bis 21 °C. Die Jahresniederschlagsmenge reicht von 600 mm im Norden bis zu 1000 mm im südlichen Teil. Die Bodenqualität nach USDA-Bodenklassifikation reicht von Entisol- über Ultisol- bis zu Alfisolböden.
Die Flora in dieser Vegetationszone ähnelt der der Westlichen Sudansavanne mit seinen aufgelockerten und weitständigen Wäldern, die ebenfalls mit Buschwäldern durchsetzt sind und mit einem Unterwuchs von langhalmigen Gräsern und breitblättrigen Kräutern unterlegt sind. Sie unterscheidet sich jedoch dadurch, dass die Bäume größtenteils in der Trockenzeit ihre Blätter abwerfen und die Grasflächen verdorren. Die Baumbestände werden durch den Anogeissus leiocarpus, den Kigelia aethiopica und die Seyal-Akazie (Acacia seyal) dominiert.
Die Fauna in dieser Vegetationszone wird geprägt durch eine Vielzahl von intakten Populationen an größeren afrikanischen Säugetiergruppen. Im Gegensatz zu der Westlichen Sudansavanne ist die Anzahl an endemischen Tierarten gering: Nur eine Mausart, die Mus goundae, und zwei Reptilienarten, die Schnabelnasennatter Rhamphiophis maradiensis und die Panaspis wilsoni, sind endemisch. An großen Säugetieren kommen freilebende Populationen des Afrikanischen Elefanten (Loxodonta africana), des Afrikanischen Wildhundes (Lycaon pictus), des Löwen (Panthera leo) und des Gepards (Acinonyx jubatus) vor.

### Nördliche Kongo-Wald-Savannen-Vegetationszone

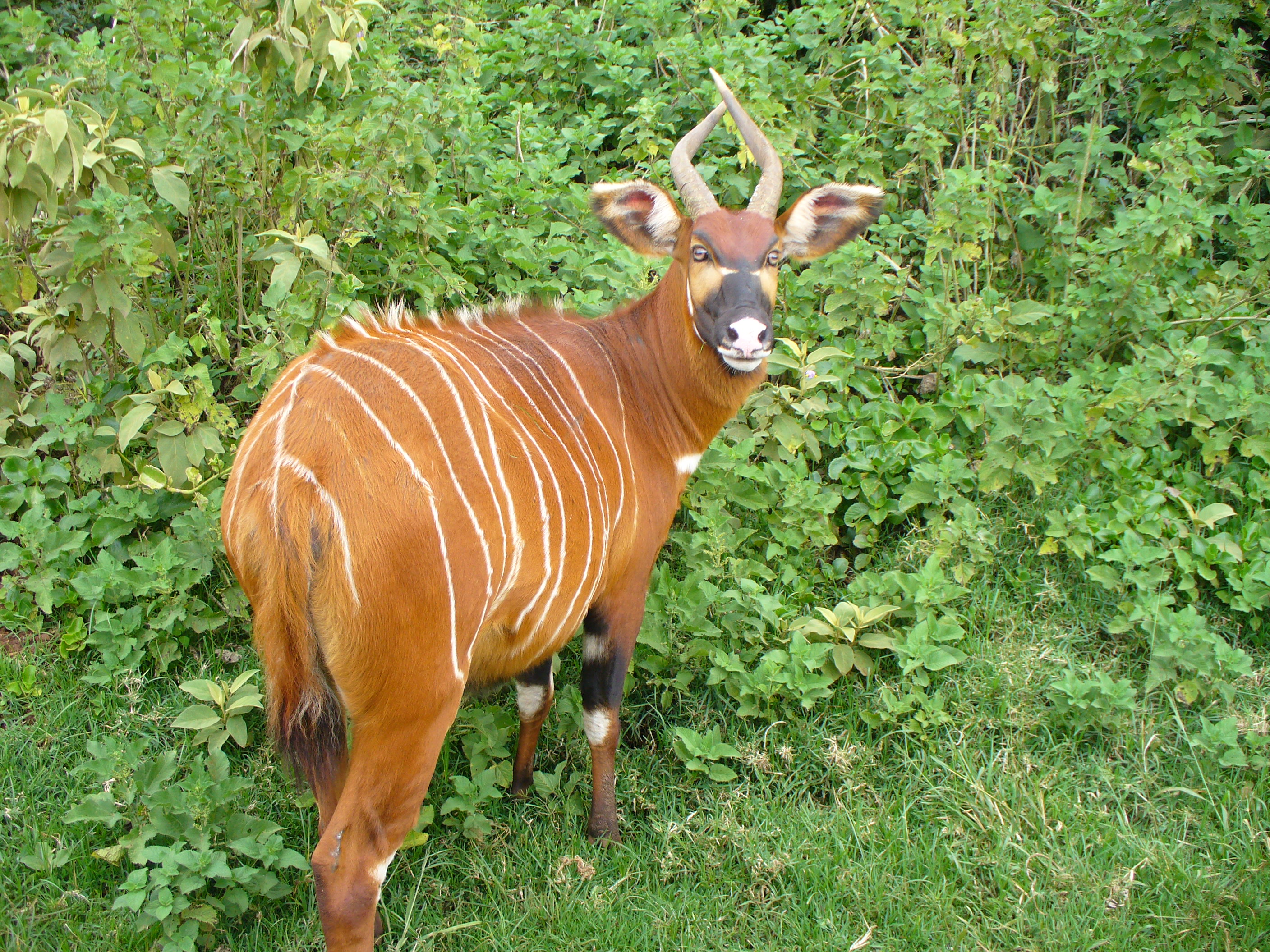
Bongo-Antilope

Diese Vegetationszone umfasst die nördlichen Gebiete der Nordäquatorialschwelle in der Zentralafrikanischen Republik (CAR) und der Hochländer in Kamerun und entspricht in ihrer Klassifikation der einer Feuchtsavanne.
Sie ist eine schmale Transitzone zwischen den kongolesischen Regenwaldgebieten und den Sudan-/Sahel-Grassavannen. Die nördliche Kongo-Wald-Savannen-Vegetationszone bildet die nördlichste Waldsavannenlandschaft des afrikanischen Kontinents mit einer großen Anzahl an verschiedenen Ökosystemen. Die jährlichen Niederschlagsmengen reichen von 1200 bis 1600 mm. In der Regenzeit erreichen die Temperaturen 31 bis 34 °C und in der Trockenperiode liegen die Minimumtemperaturen bei 13 bis 18 °C. Die Böden in der CAR werden als nicht verwitternde Entisol-Böden und in Kamerun aufgrund ihrer Gebirgslage als Oxisol- bis Ultisol-Böden beschrieben.
Die Flora in dieser Vegetationszone wird bestimmt durch ihren Charakter als Transitzone zwischen dem Sahel und dem Regenwald. Die Baumbestände werden dominiert durch die Gattung Isoberlinia.
Die Fauna ist sehr artenreich und zeichnet sich durch eine moderate Biodiversität aus. In dieser Zone kommen größere Populationen des Afrikanischen Elefanten (Loxodonta africana), des Schwarzen Nashorns (Diceros bicornis), der Riesen-Elenantilope (Taurotragus derbianus) und im östlichen Sektor des Bongos (Tragelaphus eurycerus) vor.